# Naczynia połączone

Wypełnione cieczą naczynia połączone.

Zasada działania naczyń połączonych

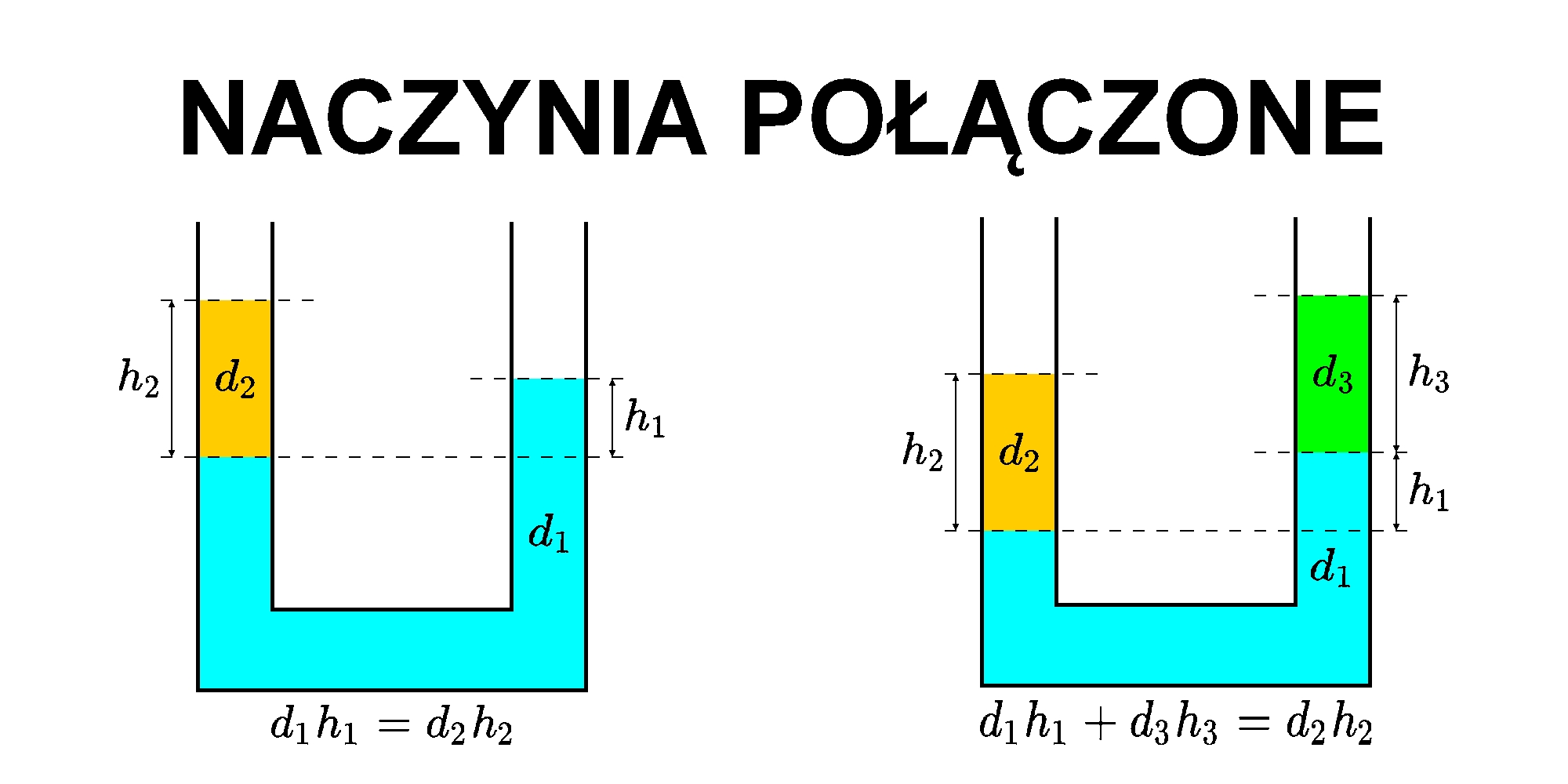
Naczynia połączone z dwoma i trzema cieczami wraz ze wzorami

Naczynia połączone – co najmniej dwa naczynia skonstruowane tak, że ciecz może swobodnie między nimi przepływać, na przykład przez połączenie znajdujące się w dnie każdego z nich.

## Zachowanie cieczy w naczyniach połączonych
W jednorodnym polu grawitacyjnym wlanie do któregokolwiek z naczyń połączonych jednolitej cieczy spowoduje, że jej poziom w każdym z naczyń ustali się na tej samej wysokości. Zjawisko to wykorzystuje się między innymi do konstrukcji poziomicy rurkowej, wieży ciśnień i wielu innych urządzeń hydrotechnicznych.
Po wypełnieniu poszczególnych naczyń niemieszającymi się cieczami o różnych gęstościach, poziomy cieczy ustalą się na różnych wysokościach, dążąc do równowagi ciśnień w miejscu połączenia. Im mniejsza gęstość cieczy w danym naczyniu, tym wyższy będzie jej poziom. Przy dwóch cieczach w naczyniu połączonym występuje zależność:
{\displaystyle d_{1}h_{1}=d_{2}h_{2}},
zaś przy trzech:
{\displaystyle d_{1}h_{1}+d_{3}h_{3}=d_{2}h_{2}}.
Można tu także zaobserwować zależność zwaną potocznie paradoksem hydrostatycznym, tzn. że ciśnienie na dnie każdego z naczyń jest takie samo dla tej samej wysokości słupa cieczy, niezależnie od ilości cieczy.